# Simpang Jaya (Juli)
Simpang Jaya is een bestuurslaag in het regentschap Bireuen van de provincie Atjeh, Indonesië. Simpang Jaya telt 986 inwoners (volkstelling 2010).